# Ayacuautla
Ayacuautla är en ort i Mexiko.   Den ligger i kommunen Santa María Teopoxco och delstaten Oaxaca, i den sydöstra delen av landet, 270 km sydost om huvudstaden Mexico City. Ayacuautla ligger 1 889 meter över havet och antalet invånare är 247.
Terrängen runt Ayacuautla är kuperad åt sydost, men åt nordväst är den bergig. Terrängen runt Ayacuautla sluttar österut. Runt Ayacuautla är det ganska tätbefolkat, med 144 invånare per kvadratkilometer. Närmaste större samhälle är San Gabriel Casa Blanca, 19,5 km väster om Ayacuautla. Omgivningarna runt Ayacuautla är en mosaik av jordbruksmark och naturlig växtlighet.